# Philippine Basketball Association
La Philippine Basketball Association (Kapisanang Basketbol ng Pilipinas, in Lingua filippina), nota anche con l'acronimo PBA, è una lega filippina di pallacanestro. Fondata nel 1975, è stata la prima lega di basket professionistica in Asia ed è la seconda lega di basket professionistica più antica al mondo dopo l'NBA del Nord America.
La lega giocò la sua prima partita ufficiale all'Araneta Coliseum di Quezon City il 9 aprile 1975, e i suoi regolamenti sono un ibrido tra le regole della NBA e quelle della FIBA. A partire dalla stagione 2010-2011 la stagione della PBA è composta da tre tornei noti come conference: la PBA Philippine Cup, la PBA Commissioner's Cup e la PBA Governors' Cup. La Commissioner's Cup e la Governors' Cup consentono a ciascuna squadra di ingaggiare un singolo giocatore straniero noto come "importato"; invece la PBA Philippine Cup è riservata esclusivamente ai giocatori filippini ed è considerata la più prestigiosa delle tre conference. Sebbene le tre competizioni presentino piccole variazioni nel formato e nelle regole, ciascuna consiste in una fase a gironi all'italiana seguita dai playoff per determinare il campione. I vincitori delle conference non si affrontano a fine stagione per determinare il campione stagionale; invece, ogni squadra campione della conferenza è considerata campione PBA per quella stagione. Il risultato ottenuto da una squadra che riesce a vince tutte e tre le conference in una stagione è chiamato Grande Slam.
I San Miguel Beermen sono la squadra di maggior successo con un totale di 29 titoli, incluso un Grande Slam nel 1989. Hanno anche vinto il maggior numero di titoli in ciascuna delle attuali conference: 10 PBA Philippine Cup, 5 PBA Commissioner's Cup e 5 PBA Governors' Cup. Nel frattempo, i defunti Crispa Redmanizers sono l'unica squadra ad aver completato per due volte il Grande Slam, nel 1976 e nel 1983.
Nella stagione 2022-2023, la PBA ha guadagnato 200 milioni di sterline di entrate nette e ha avuto un pubblico televisivo medio di 4 milioni per partita. La PBA ha anche una lega di sviluppo ufficiale, la PBA D-League che è attiva dal 2011.
Tutte le franchigie non rappresentano alcuna città, mentre i vari incontri sono disputati in più strutture, noleggiate dalla lega e dislocate sul territorio.

## Storia

### Nascita
La Philippine Basketball Association è stata fondata quando nove squadre lasciarono l'ormai defunta Manila Industrial and Commercial Athletic Association (MICAA), un'associazione sportiva che esisteva a Manila, dal 1938 al 1981, che nel corso della sua esistenza, ha organizzato varie competizioni in vari sport. La MICAA era strettamente controllata dalla Basketball Association of the Filippine (BAP), la federazione nazionale di pallacanestro riconosciuta dalla FIBA all'epoca. Con la BAP che controllava la lega, il campionato era amatoriale, poiché ai giocatori venivano pagate solo le indennità. Questo metodo era molto simile a quello che è stato fatto in altri paesi per eludere il requisito amatoriale e così da permettere ai giocatori di giocare in tornei autorizzati dalla FIBA come le Olimpiadi. I proprietari della squadra MICAA non erano contenti di come la Federazione, all'epoca guidata da Gonzalo "Lito" Puyat, portasse via i loro giocatori per unirsi alla squadra nazionale senza prima consultarli. 

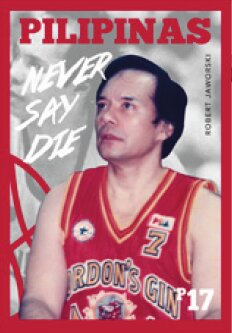
Robert Jaworski, giocatore tra gli anni '70 e '80 e legenda della PBA

Il 23 gennaio 1975, il proprietario del team dei Mariwasa-Noritake Porcelainmakers, Emerson Coseteng, insieme ai proprietari di altre quattro squadre (Carrier Weathermakers, Toyota Comets, Seven-Up Uncolas e Presto Ice Cream) annunciarono la loro uscita dalla MICAA e la nascita della PBA. Anche i Crispa Redmanizers, i Royal Tru-Orange, i Tanduay Distillery e gli U/Tex Weavers poco dopo si unirono alla neonata lega professionistica. Leo Prieto,l'allenatore delle Filippine ai Giochi della XVI Olimpiade di Melbourne del 1956, fu nominato primo commissario mentre Emerson Coseteng fu scelto come primo presidente del consiglio dei governatori della lega. La prima partita del campionato si tenne all'Araneta Coliseum il 9 aprile 1975, tra il Mariwasa-Noritake ed il Concepcion Carrier.

### I primi anni
I primi dieci anni della lega sono stati caratterizzati dall'intensa rivalità tra i Crispa Redmanizers e i Toyota Tamaraws, considerata ancora oggi una delle più grandi rivalità nella storia della lega. Giocatori di grande fama come Robert Jaworski, Ramon Fernandez, Francis Arnaiz, Atoy Co, Bogs Adornado e Philip Cezar hanno militato in queste squadre prima che le due formazioni venissero sciolte rispettivamente nel 1983 e nel 1984. Dopo questi due scioglimenti, la lega si trasferì dal Coliseum di Araneta alla PhilSports Arena di Pasig. Anche lì la lega mantenne la sua popolarità, dato che molti ex giocatori del Toyota e e del Crispa si unirono a diverse altre squadre della lega.
Tra la metà e la fine degli anni '80, Jaworski e i Ginebra San Miguel divennero la squadra più popolare della lega per il loro spirito combattivo. La squadra aveva intense rivalità con i Tanduay Rhum Masters, guidati dall'ex compagno di squadra di Jaworski al Toyota, Fernandez, ora suo rivale, e successivamente all'espansione della lega con i Purefoods Corporation con i giovani giocatori tra cui Alvin Patrimonio, Jerry Codiñera, Jojo Lastimosa e Fernandez (trasferitosi dal Tanduay). Alla fine degli anni '80, i San Miguel Beermen vinsero numerosi campionati, tra cui il Grand Slam del 1989, guidati dall'allenatore Norman Black e dalle stelle della nazionale filippina Samboy Lim e Hector Calma.
Nel 1989, la FIBA votò per consentire ai professionisti di giocare nei loro tornei ufficiali, permettendo così ai giocatori della PBA di rappresentare il paese a livello internazionale. Nel 1990, la lega inviò la sua prima squadra composta esclusivamente da professionisti ai Giochi Asiatici, ottenendo una medaglia d'argento. In seguito, la PBA avrebbe inviato altre tre squadre professionistiche a questo evento.

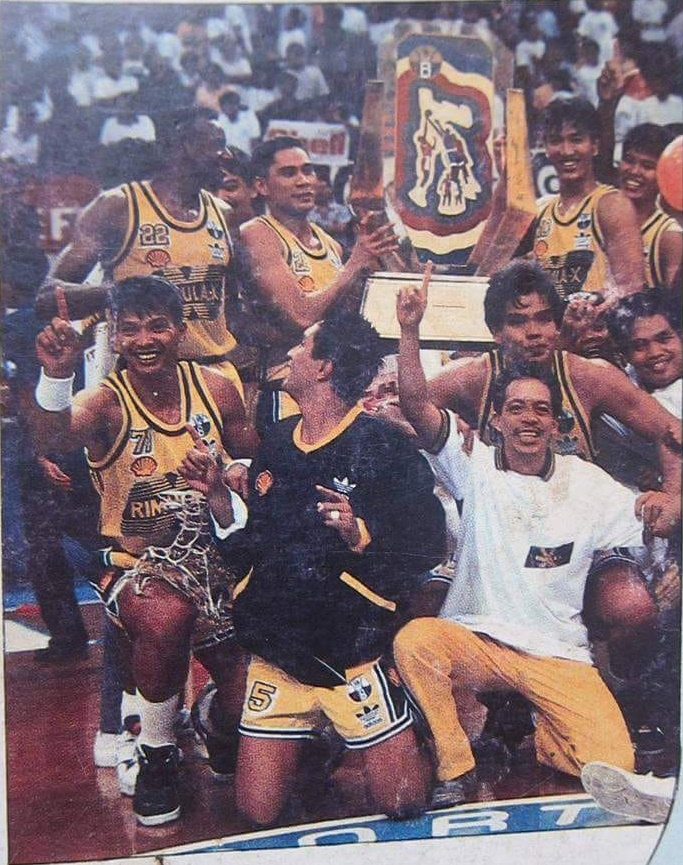
la squadra dello Shell Rimula mentre festeggia la vittoria della 1992 PBA First Conference

All'inizio degli anni '90, i Ginebra San Miguel e i Shell Turbo Chargers diedero vita ad una rivalità intensa che include l'uscita dal campo del Ginebra durante le finali del 1990  e la spettacolare rimonta da uno svantaggio di 3-1 nella serie per battere i Shell Turbo Chargers nella First Conference del 1991. Patrimonio, Allan Caidic e molti altri diventarono i principali protagonisti della lega. Nel 1993, la lega si trasferì al Cuneta Astrodome di Pasay e successivamente vide gli Alaska Milkmen vincere il Grand Slam nel 1996 e nove titoli nel decennio.

### Periodo di cambiamenti
Dal 1999 al 2000, la PBA affrontò delle controversie. Arrivarono infatti diversi giocatori stranieri di origine filippina come Asi Taulava, Danny Seigle ed Eric Menk, ma la loro discendenza risultò dubbia alle autorità e molti furono espulsi per documenti falsi. L'arrivo di decine di questi giocatori rappresentava una contromossa nei confronti della nascente Metropolitan Basketball Association (MBA), una lega professionistica fondata nel 1998. La Metroball permetteva agli stranieri di giocare per le proprie squadre senza richiedere loro un passaporto filippino né alcuna discendenza filippina; come conseguenza diretta di questa pratica, l’MBA e i suoi giocatori nati all'estero iniziarono ad attirare l'attenzione, distogliendola dalla PBA, costringendo quest'ultima ad aumentare i salari dei propri giocatori e rendendo praticamente inutile il draft della PBA a favore di un processo di "assunzione diretta". Questo permise a squadre della PBA come i Talk 'N Text ed il Tanduay di negoziare direttamente con i giocatori dell’MBA o con prospetti dell'MBA (come Asi Taulava e Sonny Alvarado) per assicurarsi i loro servizi. Dopo l'abbandono da parte della rete televisiva ABS-CBN nel 2001, l’MBA si trovò a fronteggiare crescenti spese e chiuse entro l'anno. Nonostante lo scioglimento dell'MBA e l'arrivo di molti dei giocatori nella PBA, l'affluenza alle partite della PBA calò nel 2002, e fu ancora minore l'anno successivo.
Nel 2004, la lega introdusse modifiche drastiche al calendario, decidendo di iniziare la stagione in ottobre anziché in gennaio. Questo cambiamento permetteva alla lega di far partecipare i propri club ai tornei internazionali tenuti da giugno a settembre e si adattava meglio al calendario dei campionati universitari, NCAA e UAAP, che si svolgono da giugno a ottobre. La lega ridusse anche il numero di tornei da tre a due, rinominando l’All-Filipino Cup in PBA Philippine Cup e introducendo un nuovo torneo con giocatori stranieri, il Fiesta Conference. Per adattarsi a questi cambiamenti, si tenne un torneo di transizione, il PBA Fiesta Conference 2004, da febbraio a luglio, vinto dai Barangay Ginebra Kings. La lega iniziò anche a svolgere annualmente un'All-Star Game, alternandosi ogni anno tra le province di Luzon e quelle di Visayas/Mindanao.
In quell'anno la PBA recuperò parte della sua popolarità, grazie in gran parte ai tre campionati vinti dai Barangay Ginebra Kings, guidati da Eric Menk, Jayjay Helterbrand e Mark Caguioa.

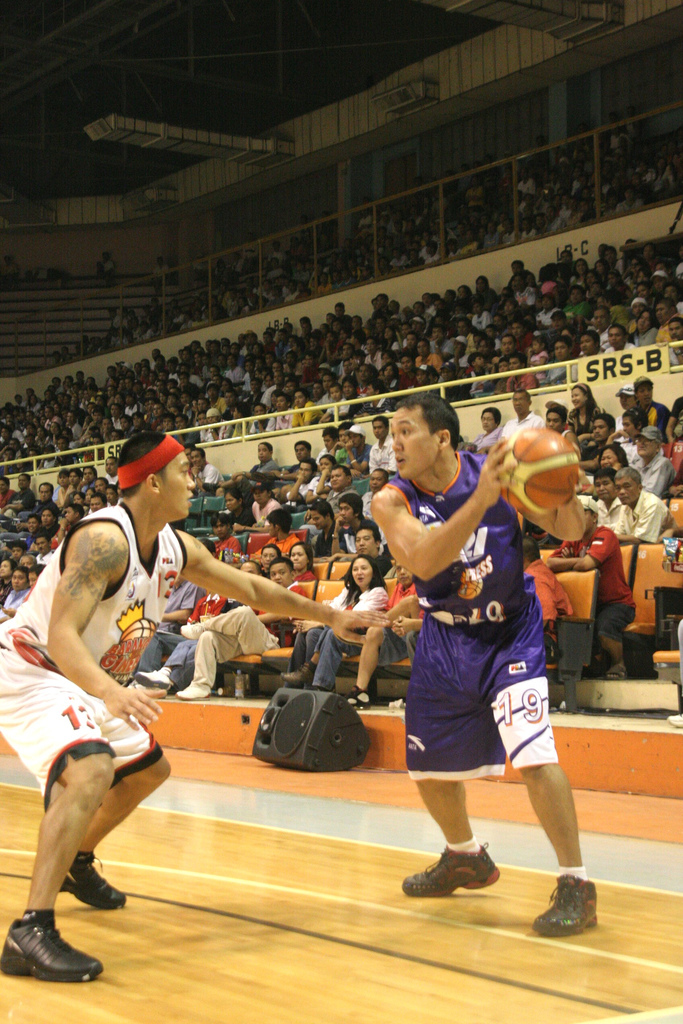
Una azione di gioco durante la stagione 2007

Dal 2005, la PBA assunse il ruolo di rappresentanza nazionale delle Filippine sotto la guida di Chot Reyes, prima attraverso i 
San Miguel-Team Pilipinas organizzata dalla Philippine Basketball Association (PBA) durante il periodo in cui la Basketball Association of the Philippines (BAP), l'associazione nazionale per il basket, era sospesa dalla FIBA. La squadra fu sponsorizzata dalla San Miguel Corporation. La San Miguel-Team Pilipinas fu poi sostituita nel 2009 dalla Powerade-Team Pilipinas, sponsorizzata dalla Coca-Cola Bottlers Philippines, sempre organizzata dalla PBA, che prese parte alla FIBA Asia Championship 2009 arrivando ottava.
La squadra rappresentò il paese nella FIBA Asia Champions Cup 2005 (quinto posto), nel Las Vegas Global Hoop Summit (squadra con la performance più entusiasmante), nella William Jones Cup (terzo posto) e nella Shell Rimula-Sultan Cup del Brunei (Campioni) del 2005. La squadra era guidata da Asi Taulava, Rommel Adducul e Ren-Ren Ritualo. Le Filippine furono sospese dalla Federazione Internazionale di Basket (FIBA) a causa di un conflitto politico tra i dirigenti del Comitato Olimpico Filippino (POC) e la Basketball Association of the Philippines (BAP). Nel 2009, tuttavia, la squadra interamente amatoriale nota come Smart Gilas divenne la rappresentante ufficiale del paese nelle competizioni internazionali. Di conseguenza, il ruolo della PBA nella formazione della squadra nazionale si ridusse a quello di fornire rinforzi per potenziare la selezione.

### Espansione della lega
Dopo la nomina di Chito Salud, figlio dell'ex commissario Rudy Salud, come nuovo commissario della PBA, la lega tornò al formato a tre tornei a partire dalla stagione 2010-2011, ripristinando anche i tornei precedentemente ritirati, la PBA Commissioner's Cup e la PBA Governors' Cup.
All'inizio degli anni dieci del duemila si vide la dominanza dei Talk 'N Text Tropang Texters, che quasi ottennero il Grand Slam nella stagione 2010-11 e vinsero la Philippine Cup per tre anni consecutivi (2010-11, 2011-12, 2012-13), ottenendo il diritto di conservare permanentemente il Jun Bernardino Trophy, assegnato ai campioni della Philippine Cup.
Il 19 maggio 2013, la terza partita delle finali della PBA Commissioner's Cup tra gli Alaska Aces e i Barangay Ginebra Kings stabilì il record di presenze per una partita di basket, con 23.436 spettatori alla Smart Araneta Coliseum, superando il record precedente di 23.108 spettatori stabilito 11 giorni prima durante una doppia semifinale tra Alaska vs. San Mig Coffee e Barangay Ginebra vs. Talk 'N Text. Questo record fu successivamente battuto il 12 febbraio 2014, quando la settima partita delle semifinali della Philippine Cup 2013–14 tra Barangay Ginebra Kings e San Mig Super Coffee Mixers registrò 24.883 spettatori.
La stagione 2013–14 fu storica poiché i San Mig Super Coffee Mixers divennero la quarta squadra a vincere il Grand Slam. Tim Cone, allenatore dei Coffee Mixers, divenne anche il primo allenatore nella storia della lega a vincere due Grand Slam.

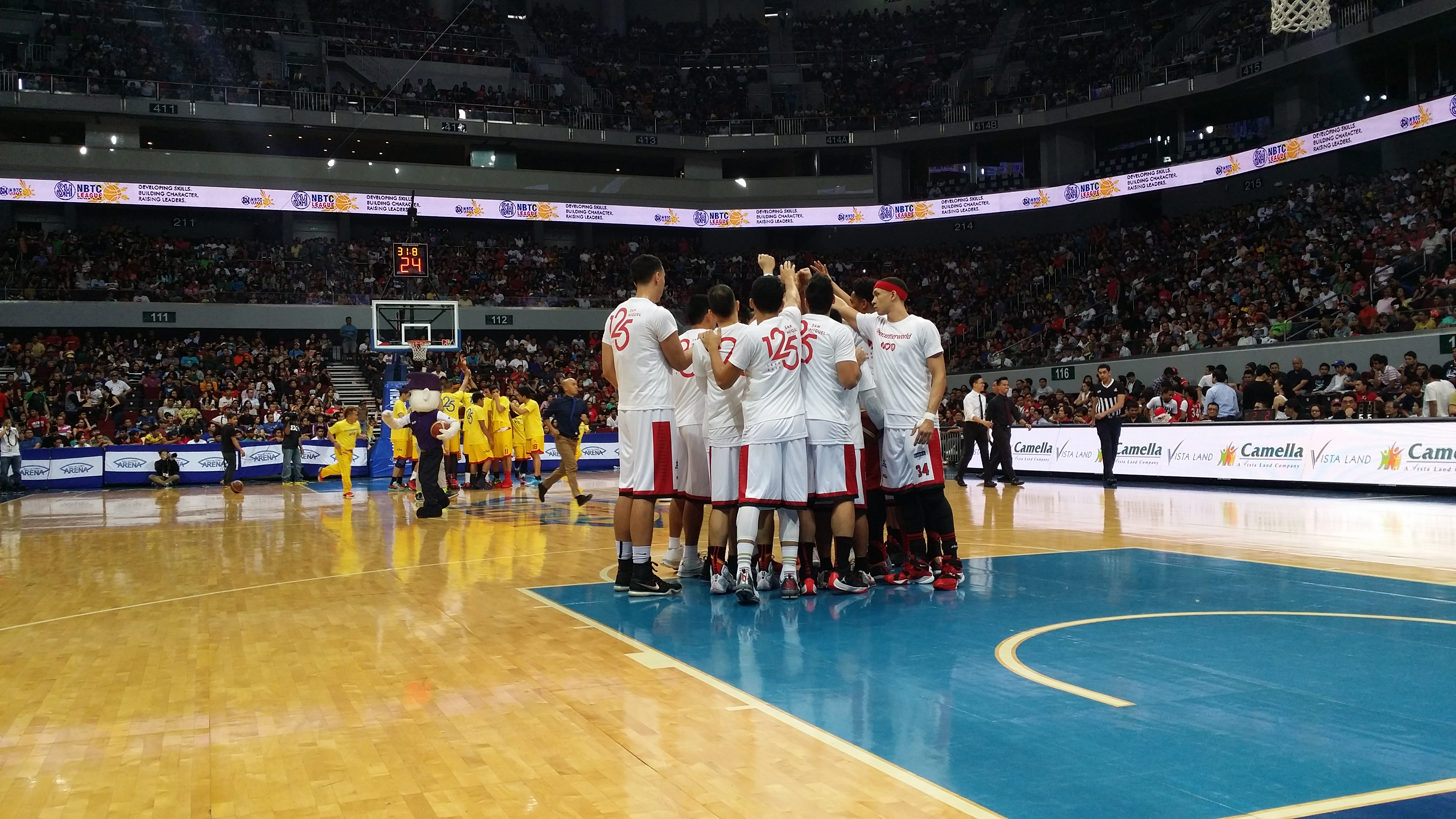
Le squadre nel riscaldamento del Manila Clasico nella stagione 2015

Per la stagione 2014–15, la lega si espanse a dodici squadre, accettando due nuove franchigie: Kia Sorento e Blackwater Elite. La lega tenne la cerimonia d'apertura alla Philippine Arena di Bocaue, stabilendo un nuovo record di presenze nel basket filippino con 52.612 spettatori. Questo record fu ulteriormente superato durante Gara 7 delle finali della Commissioner's Cup 2022–23 tra Barangay Ginebra San Miguel e i Bay Area Dragons, sempre al Philippine Arena, con una presenza di 54.589 spettatori.
Il 15 febbraio 2015, a metà della stagione 2014-15 della PBA, il commissario Chito Salud annunciò che si sarebbe dimesso, e fu sostituito da Chito Narvasa a partire dalla stagione 2015-16. Salud fu poi nominato presidente e CEO della lega, quando il consiglio dei governatori decise di ristrutturare la lega e creare la posizione di presidente/CEO per gestire marketing, espansione e aspetti commerciali. Il commissario (che sarebbe stato anche il direttore operativo della lega) avrebbe invece gestito gli aspetti legati alle partite.
Tuttavia, Salud si dimise anche dalla posizione di presidente e CEO della lega il 31 dicembre 2015 e fu sostituito dall'attuale presidente della PBA, Robert Non. Successivamente, il consiglio dei governatori nominò Chito Narvasa presidente e CEO. Questa posizione fu infine abolita prima dell'inizio della Governors' Cup del 2016.
In mezzo a controversie durante il suo mandato, Narvasa si dimise il 31 dicembre 2017. Il consiglio nominò Willie Marcial, responsabile dell'ufficio stampa, come suo sostituto il 25 gennaio 2018.

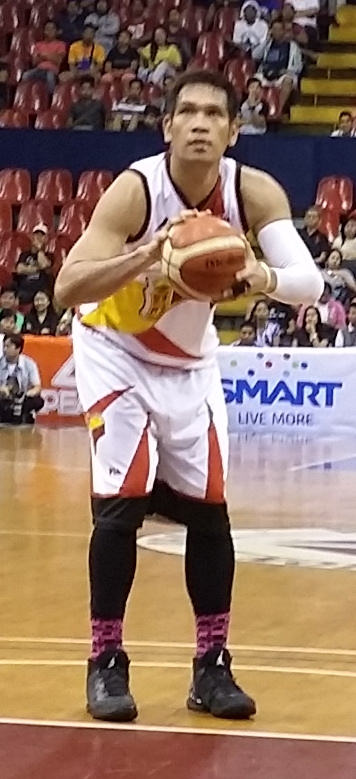
June Mar Fajardo soprannominato Il Kraken, vincitore di 8 titoli di MVP consecutivi dalla stagione 2013-14 in poi

### La PBA Bubble ed il calo di spettatori
All'inizio della pandemia di COVID-19, a marzo 2020, la lega fu costretta a sospendere le partite della stagione 2020 appena tre giorni dopo le cerimonie di apertura. Solo a ottobre la lega riuscì a riprendere la Philippine Cup ad Angeles, Pampanga, in un formato "bolla". Fu la prima volta che la lega disputò un solo torneo in una stagione.
L'apertura della stagione 2021 era prevista per gennaio, ma fu posticipata a luglio 2021 a causa dell'aumento dei casi di COVID-19 causati dalla variante Delta. Le partite inizialmente si tennero alla Ynares Sports Arena di Pasig in un formato semi-bolla, ma a causa di un nuovo aumento di casi a Manila ad agosto, furono trasferite alla Don Honorio Ventura State University a Bacolor, Pampanga. La Governors' Cup 2021 iniziò a dicembre in formato semi-bolla alla Ynares Sports Arena di Pasig. Dopo due settimane, il governo della città di Quezon approvò la proposta della lega di giocare le partite con un pubblico limitato allo Smart Araneta Coliseum. Tuttavia, la lega posticipò a tempo indeterminato le partite di gennaio 2022 a causa dell'aumento dei casi causati dalla variante Omicron.
Il 16 febbraio 2022, l'Alaska Milk Corporation, proprietaria degli Alaska Aces, annunciò che la squadra avrebbe lasciato la PBA al termine della Governors' Cup 2021, dopo 35 anni nella lega e 14 campionati vinti. L'Alaska giocò la sua ultima partita il 19 marzo 2022, perdendo contro gli NLEX Road Warriors nei quarti di finale. Dopo la partita si tenne una cerimonia per commemorare l'uscita dell'Alaska dalla PBA. Successivamente, la squadra fu venduta alla Converge ICT, cambiando nome in Converge FiberXers.

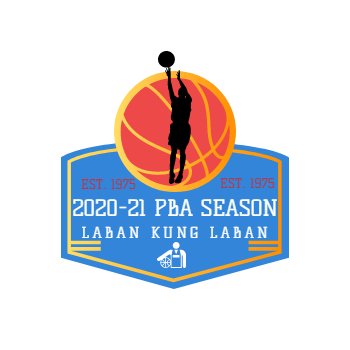
Il logo della stagione 2021 della PBA

La storia moderna della lega è caratterizzata da un calo di presenze agli eventi, nonostante gli alti ascolti televisivi. Giornalisti, proprietari di squadre e allenatori hanno indicato come possibile causa il dominio creato delle squadre controllate dal gruppo della San Miguel Corporation (SMC) e da quelle del gruppo del magnate Manny Pangilinan (MVP), i quali controllano ciascuno tre franchigie della lega.
Nel 2023, Dennis Anthony Uy, proprietario dei Converge FiberXers, ha attribuito al "duopolio" o alla dominio dei due gruppi il calo di presenze nella PBA.Anche Wilfred Uytengsu, proprietario dell'ex franchigia degli Alaska Aces, ha per lungo tempo chiesto che ci sia "parità di condizioni" per le 12 squadre della lega.
Al termine della Commissioner's Cup 2023-24, l'Alaska Aces ed il Rain or Shine restano le uniche squadre non affiliate ai gruppi SMC o MVP ad aver vinto un titolo nei 34 tornei disputati dal 2010. Dalla Governors' Cup 2016, i titoli sono stati vinti esclusivamente da squadre appartenenti a uno dei due gruppi.
Nel Consiglio della PBA, i gruppi SMC e MVP hanno diversi voti nelle questioni decisionali. Dal 2014, i due gruppi hanno ciascuno tre voti (uno per ogni squadra). Per le questioni legate al basket, i due gruppi hanno invece solo due voti ciascuno. Anche le altre sei squadre indipendenti hanno ciascuna il proprio voto nel consiglio. L'esistenza di più squadre sotto i gruppi SMC e MVP è stata soggetta a critiche; ciascun gruppo possiede tre squadre, e altre due hanno "legami" con il gruppo SMC.

## Franchigie attuali
Tutte le franchigie sono di proprietà di aziende sin dalla fondazione della lega nel 1975, nata come successore della Manila Industrial and Commercial Athletic Association, una lega amatoriale che includeva anch'essa squadre aziendali. Le squadre non sono legate a una località geografica, quindi non giocano in una arena di casa.
Il nome di una squadra è spesso suddiviso in due parti: la prima è il nome dell'azienda o del marchio, seguito dal prodotto o da un soprannome, di solito legato al settore aziendale. In alcuni casi, il nome del marchio e il soprannome possono essere fusi. Ad esempio, i San Miguel Beermen sono una squadra di proprietà della San Miguel Brewery della San Miguel Corporation, produttrice della popolare marca di birra San Miguel. I nomi delle squadre spesso cambiano, in base al prodotto o servizio che i proprietari desiderano pubblicizzare. Un cambiamento di nome può essere radicale, fino al punto di cambiare settore, come nel caso dei Pepsi Mega Bottlers, che cambiarono nome in Mobiline Cellulars (oggi TNT Tropang Giga).
| Squadra               | Proprietari                               | Fondazione | Ingresso | Titoli | Allenatore      |
| --------------------- | ----------------------------------------- | ---------- | -------- | ------ | --------------- |
| Ginebra San Miguel    | Ginebra San Miguel, Inc.                  | 1979       | 1979     | 15     | Tim Cone        |
| Blackwater Bossing    | Ever Bilena Cosmetics                     | 2006       | 2014     | 0      | Jeffrey Cariaso |
| Converge FiberXers    | Converge ICT Solutions                    | 2022       | 2022     | 0      | Franco Atienza  |
| Magnolia CT Hotshots  | San Miguel Food and Beverage              | 1986       | 1988     | 14     | Chito Victolero |
| Meralco Bolts         | Manila Electric Company                   | 1968       | 2010     | 1      | Luigi Trillo    |
| NLEX Road Warriors    | NLEX Corporation                          | 2011       | 2014     | 0      | Jong Uichico    |
| NorthPort Batang Pier | Sultan 900 Capital                        | 2004       | 2012     | 0      | Bonnie Tan      |
| Phoenix F. Masters    | Phoenix Petroleum Philippines             | 2016       | 2016     | 0      | Jamike Jarin    |
| Rain or Shine         | Asian Coatings Philippines, Inc.          | 1996       | 2006     | 2      | Yeng Guiao      |
| S. Miguel Beermen     | San Miguel Brewery                        | 1938       | 1975     | 29     | Jorge Gallent   |
| Terrafirma Dyip       | Terrafirma Realty Development Corporation | 2014       | 2014     | 0      | Johnedel Cardel |
| TNT Tropang 5G        | Smart Communications                      | 1990       | 1990     | 10     | Chot Reyes      |

### Gestione Franchigie
Quando la PBA venne creata, era formata da nove club rappresentanti diverse aziende che si erano separati dalla Manila Industrial and Commercial Athletic Association (MICAA). La PBA adottò il "sistema di franchigia" della MICAA, simile a quello degli sport nordamericani, con la differenza che, invece di rappresentare regioni geografiche, le squadre rappresentano aziende. Diversi team si sono sciolti o sono entrati nel campionato. Lo scioglimento di una squadra avviene solitamente quando la società madre subisce regolarmente perdite finanziarie o per ragioni non sportive, portando alla vendita della squadra a un'altra azienda. Oltre ad acquistare una squadra già esistente, una società può entrare nella PBA tramite un team di espansione.
Una squadra aspirante che vuole entrare nella PBA deve ottenere l’approvazione della maggioranza dei team esistenti. Esiste una clausola di blocco, che consente a un team di vietare l’ingresso di una franchigia il cui sponsor sia un concorrente diretto nel settore commerciale di una delle squadre già presenti.

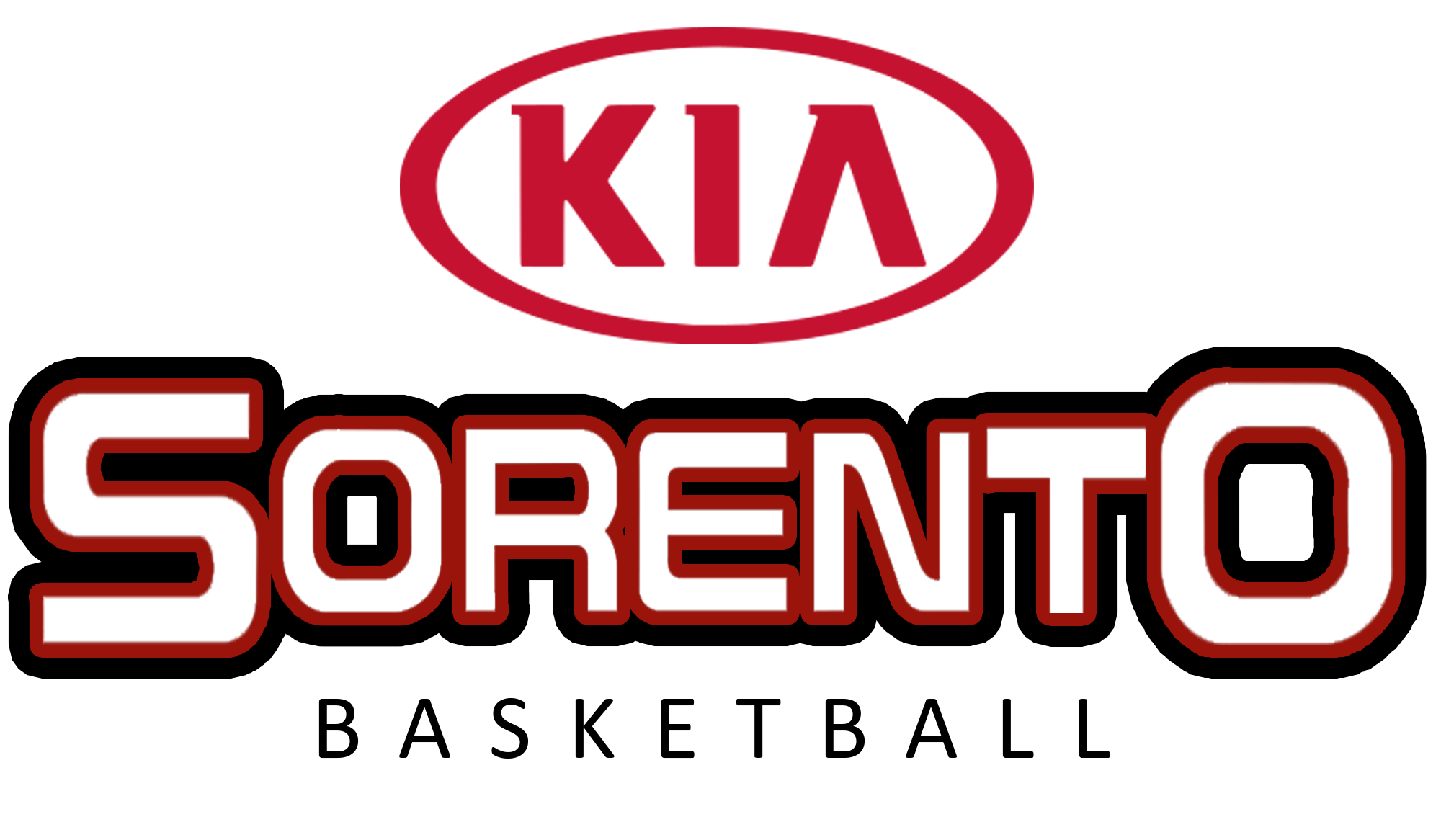
Il logo della squadra di PBA della Kia Sorento; esempio tipico di come vengono denominate le franchigie della lega

In passato, a una società era permesso possedere solo una squadra, con ciascun team avente un voto nel Consiglio di amministrazione; con l'acquisizione della La Tondeña Distillers (ora Ginebra San Miguel) da parte della San Miguel Corporation (SMC) nel 1987, questo portò la SMC a possedere due "squadre sorelle": i San Miguel Beermen e i Ginebra San Miguel (ora Barangay Ginebra San Miguel). A quell'epoca però, l'allenatore del Ginebra, Robert Jaworski, aveva autonomia decisionale sulla sua squadra, quindi la situazione della SMC con squadre sorelle fu tollerata. Nel 1998, Jaworski si candidò e vinse un seggio al Senato delle Filippine; ciò lo portò a delegare i compiti di allenatore al suo storico vice Rino Salazar. A questo punto, Danding Cojuangco aveva assunto il controllo della SMC e aggiunse Allan Caidic al roster Ginebra da San Miguel, Jaworski disapprovò questa decisione e si dimise.
Nel 2001, l'Ayala Corporation vendette la sua azienda, Purefoods-Hormel, che includeva la squadra Purefoods TJ Hotdogs, alla SMC. Più tardi nello stesso anno, anche la RFM Corporation vendette la sua Cosmos Bottling Corporation, compresa la squadra dei Pop Cola Panthers, alla Coca-Cola Bottlers Philippines, una sussidiaria della SMC, rinominandoli come Coca-Cola Tigers e portando a quattro il numero di squadre della SMC. La PBA approvò questo accordo, permettendo alla SMC di avere due voti nel Consiglio di Amministrazione invece di quattro. Nel 2006, la SMC rivendette la sua unità Coca-Cola alla Coca-Cola Company con sede ad Atlanta e cedette i Powerade Tigers, come erano stati rinominati, alla compagnia Sultan 900, diventati poi i GlobalPort Batang Pier, riducendo le sue squadre a tre.
Nel 2010, Manuel V. Pangilinan acquistò la squadra Talk 'N Text Phone Pals tramite la Pilipino Telephone Company. Pangilinan, che deteneva una partecipazione di controllo nella Meralco, comprò la squadra del Sta. Lucia Realtors, rinominandola Meralco Bolts. La sua NLEX Corporation acquistò poi la squadra dell'Air21 Express nel 2014, diventando gli NLEX Road Warriors. Ciò portò Cojuangco e Pangilinan a possedere ciascuno tre squadre delle 12 totali della PBA nel 2014.
La PBA consente anche "squadre ospiti", ovvero squadre non rappresentate nel Consiglio di Amministrazione, di partecipare a determinati tornei. La squadra ospite più recente è stata la Bay Area Dragons, da Hong Kong, che ha preso parte alla PBA Commissioner's Cup 2022-23.
| Basket Ramrod              | 1977                        |
| Palmeiras                  | 1977                        |
| Adidas Team                | 1980                        |
| Nicholas Stoodley Team     | 1980                        |
| Corea del Sud              | 1982                        |
| Northern Cement            | 1985                        |
| Filippine                  | varie volte tra 1986 e 2003 |
| Novi Sad                   | 2003                        |
| Yonsei University          | 2003                        |
| Jilin N. Tigers            | 2003                        |
| U.S. Mail Pro-Am Selection | 2004                        |
| UBC Thunderbirds           | 2004                        |
| Smart Gilas                | 2009-10, 2010-11            |
| Bay Area Dragons           | 2022-23                     |
| Eastern Hong Kong          | 2024-25                     |

## Impianti di gioco
Poiché le squadre non rappresentano aree geografiche specifiche, la lega stessa affitta le arene per le partite. La PBA solitamente organizza tre volte alla settimana un doppio incontro nelle arene di Metro Manila e una partita il sabato nelle province, conosciuta come partita "fuori città".

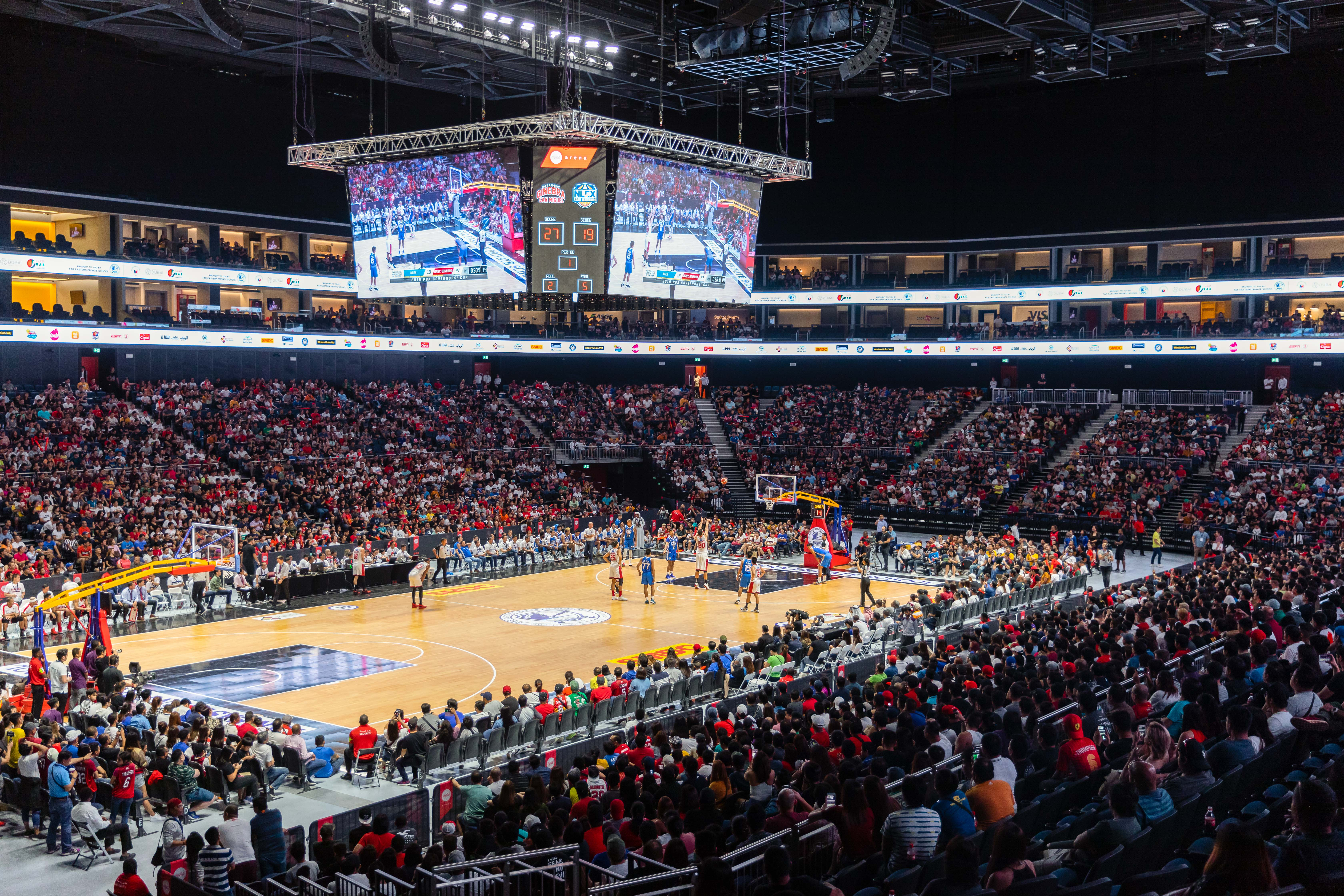
La partita tra NLEX Road Warriors e Ginebra San Miguel del 5 ottobre 2019 giocata a Dubai.

La maggior parte delle partite si svolge alla Smart Araneta Coliseum di Quezon City e alla SM Mall of Asia Arena a Pasay. Quando queste arene non sono disponibili, le sedi alternative sono il Ynares Center ad Antipolo, Rizal, la PhilSports Arena di Pasig e il Filoil EcoOil Centre a San Juan. Occasionalmente, le partite provinciali si tengono in sedi selezionate in tutto il paese. Le partite di playoff si svolgono generalmente in arene di Metro Manila, soprattutto all'Smart Araneta Coliseum, anche se recenti iniziative per promuovere la lega a livello nazionale hanno portato a disputare partite di playoff fuori città.
La lega ha giocato delle proprie partite anche in arene di città al di fuori dalle Filippine: la prima volta è successo nella stagione 2005 quando si disputò una partita a Jakarta in Indonesia; delle otto partite disputate all'estero la metà si sono giocate a Dubai, negli Emirati Arabi Uniti, dove risiede una vasta comunità filippina.
La PBA aveva pianificato la costruzione di una propria arena nel 2007, ma il progetto non si realizzò. Il piano più recente, datato 2024, prevede la costruzione di una struttura a Metro Manila.

### Arene principali
| Arena                  | Immagine | Città       | Capacità |
| ---------------------- | -------- | ----------- | -------- |
| Smart Araneta Coliseum |          | Quezon City | 25.000   |
| SM Mall of Asia Arena  |          | Pasay       | 20.000   |

### Stadi Alternativi
| Arena                   | Immagine | Città           | Capacità |
| ----------------------- | -------- | --------------- | -------- |
| Cuneta Astrodome        |          | Pasay           | 12.000   |
| Filoil EcoOil Centre    |          | San Juan        | 6.000    |
| Ninoy Aquino Stadium    |          | Manila          | 6.000    |
| PhilSports Arena        |          | Pasig           | 10.000   |
| Rizal Memorial Coliseum |          | Manila          | 6.100    |
| Ynares Center           |          | Antipolo, Rizal | 7.400    |
| Ynares Sports Arena     |          | Pasig           | 3.000    |

## Formato Campionato
Dalla stagione 2010-2011, la PBA ha generalmente tenuto tre tornei per stagione, chiamati conference. A differenza di altri campionati in cui una "conference" indica la divisione delle squadre in base alla storia o alla geografia, le conference della PBA sono tornei, ciascuno composto da un turno di eliminazione a gironi e playoff, simile ai formati di Apertura e Clausura del calcio latinoamericano. Alcune stagioni hanno visto un minor numero di conference, come nel 2020 e nel 2021, con una e due conference rispettivamente, a causa della pandemia di COVID-19. Le tre conference sono la PBA Philippine Cup, la PBA Commissioner's Cup e la PBA Governors' Cup, con la Philippine Cup considerata la più prestigiosa.

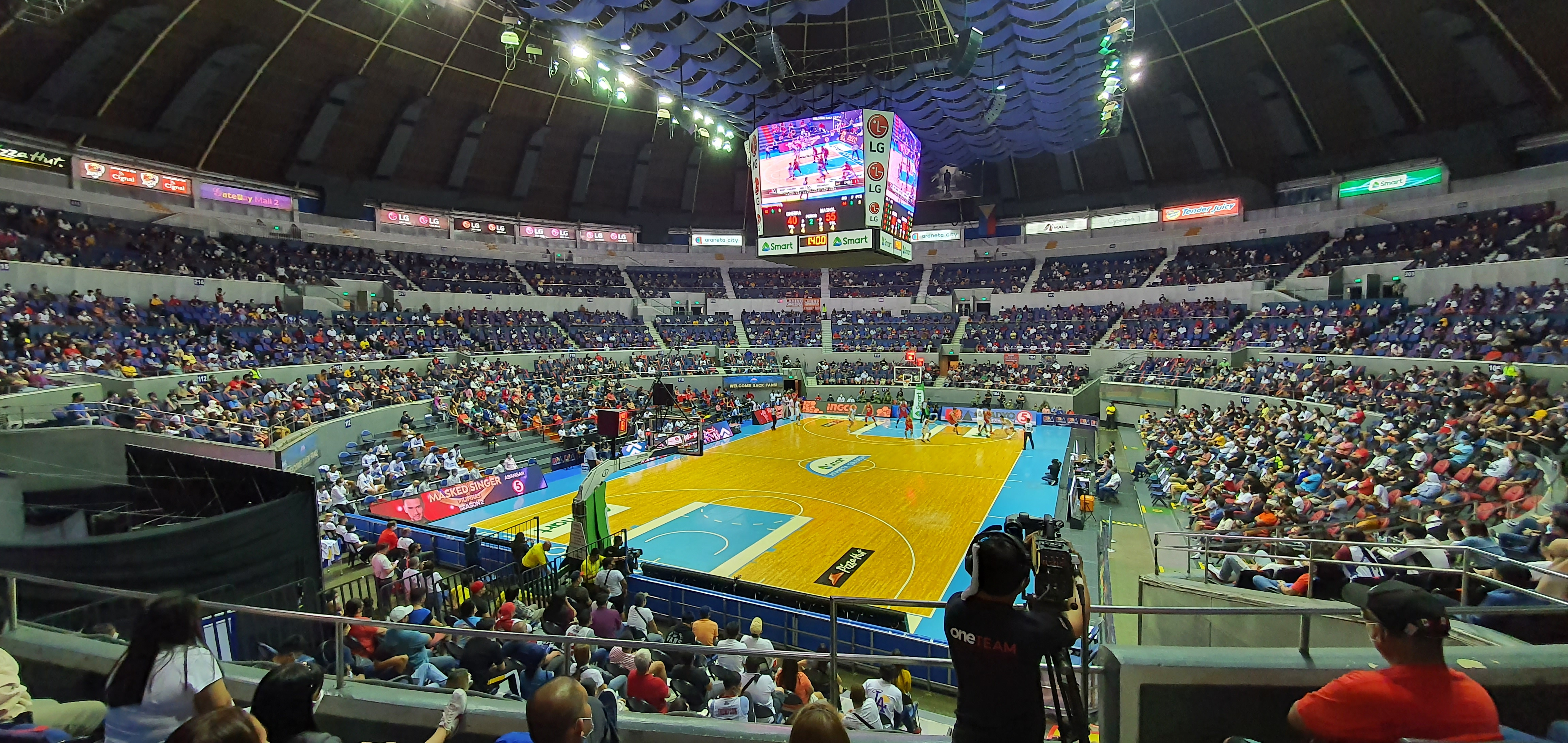
Una foto all'interno dello Smart Araneta Coliseum durante la partita del turno di eliminazione della Governors' Cup 2021 tra il Barangay Ginebra San Miguel e il Magnolia Pambansang Manok Hotshots. Era la prima volta che le due squadre giocavano nuovamente con un pubblico dal vivo dall'inizio della pandemia di COVID-19 nel marzo 2020.

La stagione inizia con una cerimonia di apertura, durante la quale vengono presentati i roster delle squadre, seguita dai Leo Awards, la cerimonia di consegna dei premi del campionato precendete, prima dell’inizio della prima partita della stagione.
La Philippine Cup e la Commissioner's Cup iniziano con un turno di eliminazione con formula a gironi, dove ogni squadra gioca contro tutte le altre una volta; le migliori otto avanzano ai playoff, mentre le altre sono eliminate. La Governors' Cup divide invece le squadre in due gruppi che giocano un doppio girone, con le migliori quattro di ogni gruppo che avanzano ai playoff. Il formato dei playoff varia a seconda della conference e ha subito cambiamenti nel tempo. Le finali, indipendentemente dalla conference, si giocano al meglio delle sette partite per determinare il campione. In passato, le conference includevano una fase a gironi in cui le squadre affrontavano i rivali del gruppo due volte o un secondo turno di eliminazione come semifinali. Le squadre campioni di ciascuna conference non si sfidano alla fine della stagione per un titolo complessivo: tutte sono considerate campioni di lega. Se una squadra vince tutte le conference in una stagione, ottiene l'ambito titolo di Grand Slam champion. Alla fine di ogni conference, si tiene una cerimonia di premiazione per onorare i migliori giocatori.
Alla conclusione della stagione la lega organizza il rookie draft, ideato sul modello del Draft NBA in cui le squadre selezionano delle giovani promesse. La maggior parte dei partecipanti al draft proviene da campionati universitari (nelle Filippine o negli Stati Uniti), dalla PBA D-League o da altri campionati nazionali e internazionali. La pausa tra le stagioni dura generalmente alcuni mesi. A volte, può esserci una pausa di metà stagione per permettere ai giocatori della nazionale filippina di partecipare a tornei FIBA, prolungando così la stagione. All'interno della lega, ci sono state richieste di tornare al formato a due conference usato dal 2004 al 2010 per accorciare la stagione e allinearla al calendario FIBA.
| Conference                      | Periodo attività              | Ultimo vincitore     |
| ------------------------------- | ----------------------------- | -------------------- |
| PBA All-Philippine Championship | 1975-1976                     | Crispa Redmanizers   |
| PBA Reinforced Filipino         | 1981-1983                     | Crispa Redmanizers   |
| PBA Fiesta Conference           | 2004-2010                     | Alaska Aces          |
| PBA Open Conference             | 1977-1983 1985-1989           | S. Miguel Beermen    |
| PBA Reinforced Conference       | 1985-2003                     | Coca-Cola Tigers     |
| PBA First Conference            | 1975-1992                     | Shell Turbo Chargers |
| PBA Third Conference            | 1990-1992                     | Pop Cola Panthers    |
| PBA Invitational championship   | In vari anni; ultimo nel 2003 | Alaska Aces          |

## Regolamento

### Regole di gioco
La PBA utilizza un proprio regolamento per le partite, indipendente da quelli della FIBA o della NBA. La maggior parte dei campionati non professionistici nelle Filippine non adotta prevalentemente le regole FIBA, ma quelle che sono conosciute come "regole amatoriali", sebbene recenti leghe professionistiche, come la MPBL e la PSL, abbiano iniziato ad adottare le regole FIBA per le loro partite. Il Games and Amusements Board (GAB), l'organo del governo filippino che gestisce le manifestazioni sportive impone standard per le dimensioni del campo da basket e l’attrezzatura, e la PBA vi si adatta.
In passato, il regolamento di gioco della PBA era principalmente influenzato dalla NBA, come per le regole sui 3 secondi difensivi. Dopo che i giocatori della PBA hanno iniziato a rappresentare le Filippine nei tornei FIBA, la lega ha adottato alcune regole FIBA, inclusa l’autorizzazione alle difese a zona, per evitare che la squadra nazionale filippina fosse svantaggiata nelle competizioni internazionali.
A partire dalla stagione 2024-25, per le partite di stagione regolare e playoff, la PBA ha introdotto il tiro da quattro punti, con la linea di tiro posizionata a 8,23 metri dal canestro.
| Regola                           | FIBA                                                                                         | PBA                                                                      | NBA |
| -------------------------------- | -------------------------------------------------------------------------------------------- | ------------------------------------------------------------------------ | --- |
| Sistema classifica               | Punti ottenuti                                                                               | Percentuale vittorie                                                     | Percentuale vittorie                                                                                   |
| Lunghezza del quarto             | 10 minuti                                                                                    | 12 minuti                                                                | 12 minuti                                                                                              |
| Numero massimo falli individuali | 5 falli personali                                                                            | 6 falli personali                                                        | 6 falli personali                                                                                      |
| Violazione 3 secondi difensivi   | No                                                                                           | No                                                                       | Si |
| Interferenza al canestro         | Può toccare la palla mentre è sul canestro                                                   | Può toccare la palla mentre è sul canestro                               | Non è possibile toccare la palla all'interno del canestro o sul cilindro immaginario sopra il canestro |
| Palla contesa                    | No; possesso alternato tra le squadre                                                        | Si                                                                       | Si |
| Linea tiro da tre                | 0,9 metri (2 piedi, 11 pollici) dalla linea laterale, 6,6 metri (21 piedi, 8 pollici)        | 3 piedi dalla linea laterale, 22 piedi. Tiro da quattro punti, 27 piedi. | 3 piedi dalla linea laterale, 23 piedi e 9 pollici                                                     |
| Bonus falli squadra              | 4° fallo in un quarto, tempi supplementari inclusi nell'assegnazione dei falli del 4° quarto | 5° fallo in un quarto, 4° fallo in ogni tempo supplementare              | 5° fallo in un quarto, 4° fallo in ogni tempo supplementare                                            |
| Giocatori chiamano Time-out      | No; solo allenatori                                                                          | No; solo allenatori                                                      | Si |

### Eleggibilità giocatori
L'idoneità per partecipare alla PBA è generalmente limitata ai cittadini filippini, nati nelle Filippine. Sono previsti dei limiti per i giocatori filippini nati all'estero, mentre i filippini naturalizzati e gli stranieri possono giocare solo in alcuni tornei specifici. L'allenamento è riservato ai cittadini filippini, sebbene alcuni residenti stranieri di lunga data e titolari di visti particolari abbiano ricevuto deroghe.

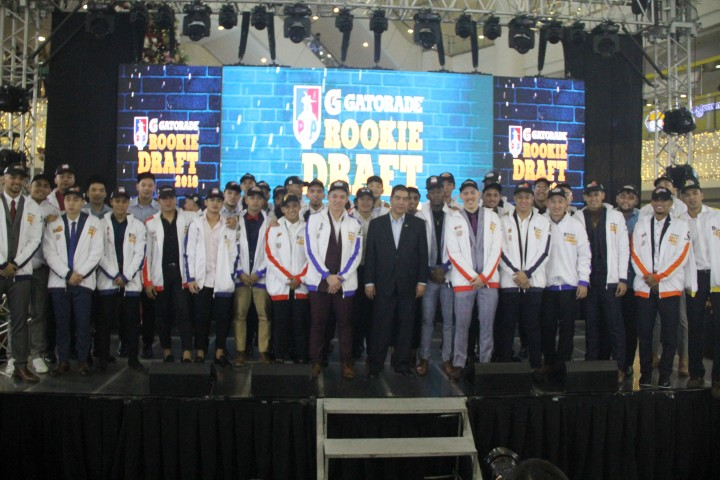
La classe 2018 del PBA Draft.

I cittadini filippini nativi sono generalmente idonei a diventare parte di una squadra PBA tramite il draft della lega. Gli stranieri e i filippini naturalizzati senza genitori filippini non possono accedere alla PBA tramite il draft, ma possono giocare solo come "import", ossia stranieri ingaggiati, e solo in determinati tornei.
I giocatori filippini nati al di fuori delle Filippine che aspirano a entrare nella PBA tramite il draft sono classificati come "Filippini-stranieri" anche se entrambi i genitori sono cittadini filippini al momento della loro nascita. Essi devono presentare un documento ufficiale di cittadinanza filippina rilasciato dal Dipartimento di Giustizia e dal Bureau of Immigration prima del draft. I filippini con origini straniere nati nelle Filippine non sono soggetti agli stessi requisiti. Ogni squadra può avere un massimo di cinque giocatori filippini-stranieri nel proprio roster, limite aumentato a sette a partire dal draft del 2022. I giocatori filippini-stranieri devono possedere un passaporto filippino ed essere di origine filippina.
Gli stranieri e i filippini naturalizzati possono partecipare come "import", ma solo nei tornei in cui è previsto il loro impiego. Se un giocatore non nativo filippino partecipa a un torneo destinato solo a filippini nativi, la squadra rischia di perdere le partite in cui ha preso parte. Gli import vengono ingaggiati direttamente dalle squadre e non tramite draft. In alcuni tornei, per gli import viene imposto un limite di altezza, e chi lo supera non può partecipare. La maggior parte degli import proviene dagli Stati Uniti, anche se vi sono stati tornei in cui hanno partecipato giocatori di altre nazionalità.

### Eleggibilità allenatori
Il ruolo di capo allenatore per le squadre nella PBA è generalmente riservato ai cittadini filippini, poiché agli stranieri classificati come non residenti è vietato ricoprire tale incarico. Tuttavia, è possibile per uno straniero diventare capo allenatore di una squadra PBA ottenendo la residenza permanente. È il caso, ad esempio, di Tim Cone e Norman Black, che hanno sposato delle cittadine filippine, e di Rajko Toroman, il quale è divenuto idoneo per il visto speciale per pensionati residenti (SRRV) dopo aver vissuto nel Paese per almeno cinque anni. La restrizione per gli allenatori stranieri è in vigore dal 1991.

## Albo d'Oro

### Campioni in carica
Statistiche aggiornate al termine della Governors's Cup della stagione 2024-2025
| Conference             | Edizione | Campione          | Maggior numero titoli  |
| ---------------------- | -------- | ----------------- | ---------------------- |
| PBA Philippine Cup     | 2025     | S. Miguel Beermen | S. Miguel Beermen (11) |
| PBA Commissioner's Cup | 2024-25  | TNT Tropang 5G    | S. Miguel Beermen (5)  |
| PBA Governors' Cup     | 2024-25  | TNT Tropang 5G    | S. Miguel Beermen (5)  |

### Titoli per squadra
| Squadra                   | Titolo | Secondi posti | Conference vinte |
| ------------------------- | ------ | ------------- | --- |
| S. Miguel Beermen         | 30     | 16            | 1979 Open, 1982 Invitational, 1987 Reinforced, 1988 Open, 1988 Reinforced, 1989 Open, 1989 All-Filipino, 1989 Reinforced, 1992 All-Filipino, 1993 Governors', 1994 All-Filipino, 1999 Commissioner's, 1999 Governors', 2000 Commissioner's, 2000 Governors', 2001 All-Filipino, 2005 Fiesta, 2009 Fiesta, 2011 Governors', 2014–15 Philippine, 2015 Governors', 2015–16 Philippine, 2016–17 Philippine, 2017 Commissioner's, 2017–18 Philippine, 2019 Philippine, 2019 Commissioner's, 2022 Philippine, 2023–24 Commissioner's, 2025 Philippine |
| Ginebra San Miguel        | 15     | 17            | 1986 Open, 1988 All-Filipino, 1991 First, 1997 Commissioner's, 2004 Fiesta, 2004–05 Philippine, 2006–07 Philippine, 2008 Fiesta, 2016 Governors', 2017 Governors', 2018 Commissioner's, 2019 Governors', 2020 Philippine, 2021 Governors', 2022–23 Commissioner's |
| Alaska Aces               | 14     | 17            | 1991 Third, 1994 Governors', 1995 Governors', 1996 All-Filipino, 1996 Commissioner's, 1996 Governors', 1997 Governors', 1998 All-Filipino, 1998 Commissioner's, 2000 All-Filipino, 2003 Invitational, 2007 Fiesta, 2010 Fiesta,2013 Commissioner's |
| Magnolia CT Hotshots      | 14     | 18            | 1990 Third, 1991 All-Filipino, 1993 All-Filipino, 1994 Commissioner's, 1997 All-Filipino, 2002 Governors', 2006 Philippine, 2009–10 Philippine, 2012 Commissioner's, 2013 Governors', 2013–14 Philippine, 2014 Commissioner's, 2014 Governors', 2018 Governors' |
| Crispa Redmanizers        | 13     | 7             | 1975 All-Philippine, 1976 First, 1976 Second, 1976 All-Philippine, 1977 All-Filipino, 1977 Open, 1979 All-Filipino, 1980 All-Filipino, 1981 Reinforced Filipino, 1983 All-Filipino, 1983 Reinforced Filipino, 1983 Open,1984 First All-Filipino |
| TNT Tropang 5G            | 11     | 14            | 2003 All-Filipino, 2008–09 Philippine,2010–11 Philippine, 2011 Commissioner's, 2011–12 Philippine, 2012–13 Philippine, 2015 Commissioner's, 2021 Philippine, 2023 Governors', 2024 Governors', 2025 Commissioner's |
| Toyota Super Corollas     | 9      | 9             | 1975 First, 1975 Second, 1977 Invitational, 1978 All-Filipino, 1978 Invitational, 1979 Invitational, 1981 Open, 1982 Reinforced Filipino, 1982 Open |
| Great Taste Coffee Makers | 6      | 4             | 1984 Second All-Filipino, 1984 Invitational, 1985 Open, 1985 All-Filipino, 1987 All-Filipino, 1990 All-Filipino |
| Shell Turbo Chargers      | 4      | 5             | 1990 First, 1992 First, 1998 Governors', 1999 All-Filipino |
| Pop Cola Panthers         | 4      | 3             | 1992 Third, 1993 Commissioner's, 1995 All-Filipino, 1995 Commissioner's |
| Barako Boosters           | 3      | 2             | 2001 Commissioner's, 2002 Commissioner's, 2005–06 Fiesta |
| Tanduay Rhum Masters      | 3      | 2             | 1986 Reinforced, 1986 All-Filipino, 1987 Open |
| Rain or Shine             | 2      | 4             | 2012 Governors', 2016 Commissioner's |
| Coca-Cola Tigers          | 2      | 3             | 2002 All-Filipino, 2003 Reinforced |
| U/Tex Wranglers           | 2      | 2             | 1978 Open, 1980 Open |
| S. Lucia Realtors         | 2      | 1             | 2001 Governors', 2007–08 Philippine |
| Meralco Bolts             | 1      | 4             | 2024 Philippine |
| Northern Cement           | 1      | 0             | 1985 Reinforced |
| Nicholas Stoodley Team    | 1      | 0             | 1980 Invitational |

In grigio sono indicate le franchigie non più esistenti

## Premi individuali
Prima dell'inizio di ogni stagione la PBA premia i migliori giocatori della stagione precedente nei PBA Leo Awards. I vincitori vengono premiati con Il Leo, una statuetta così chiamata introdotta nel 2003, così chiamato in onore del primo commissario della lega, Leo Prieto.
Dalla stagione 2017-18, i premi Leo si tengono prima della cerimonia di apertura della nuova stagione. Prima della stagione 2017-18, la cerimonia si teneva solitamente prima dell'inizio di Gara 4 della serie finale, giocata al meglio delle sette, della terza Conference della stagione. Se la serie delle finali era al meglio delle cinque, si svolgeva prima della terza partita della serie.
Alla conclusione di ogni Conference , la lega inoltre premia anche il miglior giocatore della conferenza per i filippini ed assegna anche il premio Bobby Parks Best Import assegnato al miglior giocatore straniero.
Durante la cerimonia per le celebrazioni del trentesimo anniversario dalla nascita della PBA nel 2005, la lega ha annunciato la nascita della PBA Hall of Fame, introdotta per celebrare i migliori giocatori e le migliori personalità della storia della PBA; attualmente sono stati inseriti al suo interno un totale di 40 personalità.
| Premio                                        | Descrizione                                                                             | Ultimo vincitore             |
| --------------------------------------------- | --------------------------------------------------------------------------------------- | ---------------------------- |
| PBA Most Valuable Player                      | Migliore giocatore della stagione                                                       | June Mar Fajardo             |
| PBA Rookie of the Year                        | Migliore matricola della stagione                                                       | Stephen Holt                 |
| PBA Defensive Player of the Year              | Migliore difensore della stagione                                                       | Cliff Hodge                  |
| PBA Most Improved Player                      | Giocatore più migliorato della stagione                                                 | Jhonard Clarito              |
| Bogs Adornado PBA Comeback Player of the Year | Al giocatore che mostra grande resilienza, realizzando un ritorno eccezionale nella PBA | Ian Sangalang L.A. Tenorio   |
| Baby Dalupan PBA Coach of the Year            | Migliore allenatore della stagione                                                      | Luigi Trillo                 |
| PBA All-Star Game MVP                         | Migliore giocatore dell'All-Star Game                                                   | Japeth Aguilar Robert Bolick |
| PBA Mr. Quality Minutes                       | Miglior giocatore subentrante dalla panchina (sesto uomo)                               | Bong Quinto                  |
| Samboy Lim PBA Sportsmanship award            | Al giocatore che più esemplifica gli ideali di sportività in campo e fuori              | Paul Zamar                   |
| Danny Floro PBA Executive of the Year         | Migliore direttore esecutivo della stagione                                             | Alfrancis Chua               |

## Amministrazione
La lega è attualmente guidata da un Commissario e dal Presidente del Consiglio di Amministrazione della PBA. Il Commissario si occupa degli aspetti di marketing, amministrazione e delle questioni tecniche e di gioco della PBA e della sua lega di sviluppo. Il Presidente del Consiglio di Amministrazione della PBA viene eletto, insieme al Vicepresidente e al Tesoriere, all'inizio della stagione tra i rappresentanti della lega nel consiglio.
Tradizionalmente, dal 1994 al 2017, il Vicepresidente e il Tesoriere in carica assumevano rispettivamente la carica di Presidente e Vicepresidente nella stagione successiva.

### Commissari

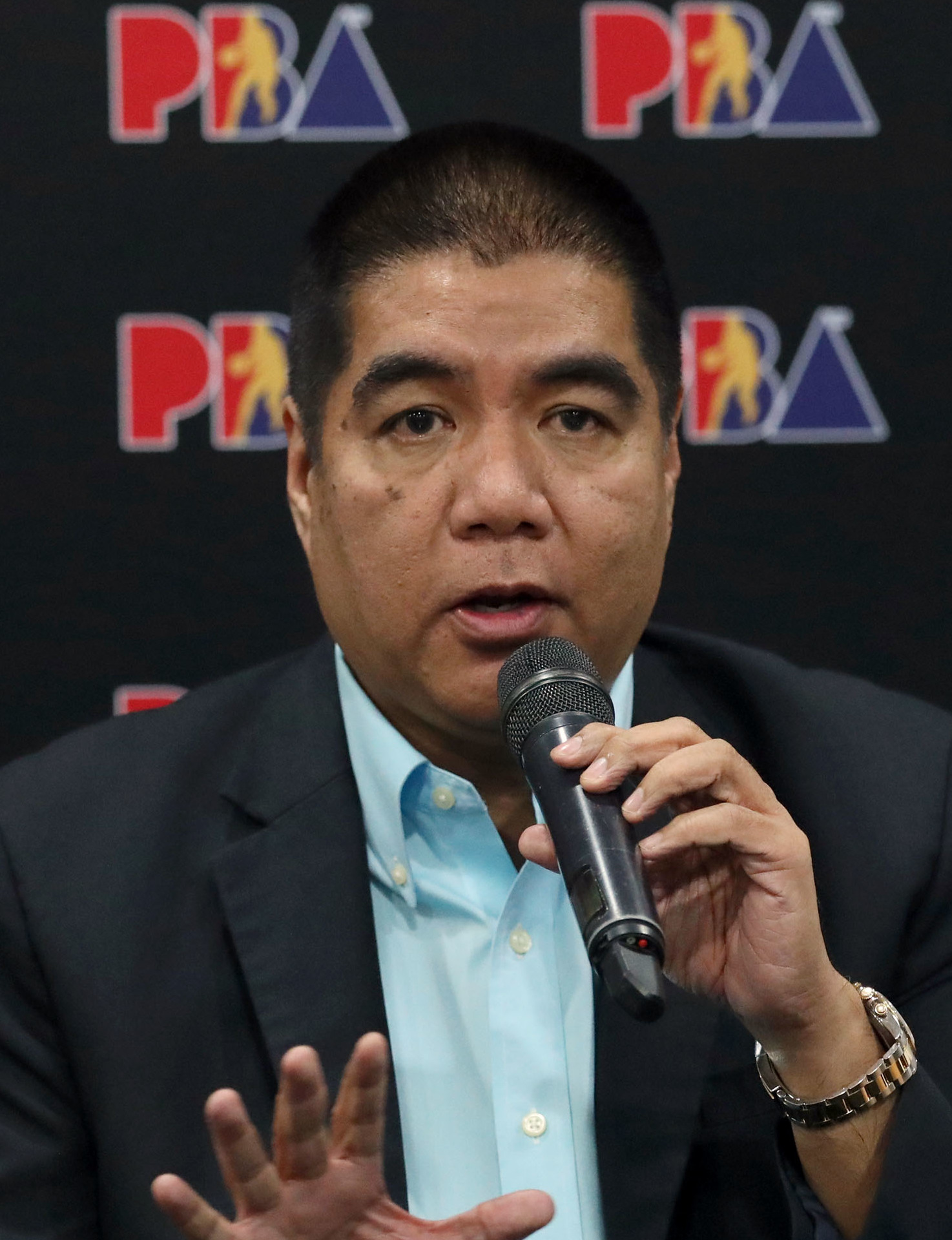
Willie Marcial, Commissario della PBA dal 2018

| Commissari                                                            | Commissari     | Mandato         | Mandato          |
| Commissari                                                            | Commissari     | Da              | Al               |
| --------------------------------------------------------------------- | -------------- | --------------- | ---------------- |
| 1                                                                     | Leo Prieto     | 9 Aprile 1975   | Dicembre 1982    |
| 2                                                                     | Mariano Yenko  | Gennaio 1983    | Dicembre 1987    |
| 3                                                                     | Rodrigo Salud  | 21 Gennaio 1988 | 10 Gennaio 1992  |
| 4                                                                     | Rey Marquez    | 10 Gennaio 1992 | 23 Dicembre 1993 |
| 5                                                                     | Jun Bernardino | 14 Gennaio 1994 | 31 Dicembre 2002 |
| 6                                                                     | Noli Eala      | 1 Gennaio 2003  | 7 Agosto 2007    |
| Sonny Barrios fu commissario ad interim da Agosto 2007 a Gennaio 2008 |                |                 |                  |
| 7                                                                     | Sonny Barrios  | 24 Gennaio 2008 | 26 Agosto 2010   |
| 8                                                                     | Chito Salud    | 26 Agosto 2010  | 31 Luglio 2015   |
| 9                                                                     | Chito Narvasa  | 1 Agosto 2015   | 31 Dicembre 2017 |
| Willie Marcial fu commissario ad interim dal 1° al 25 Gennaio 2018    |                |                 |                  |
| 10                                                                    | Willie Marcial | 25 Gennaio 2018 | In Carica        |